# Torkāndeh
Torkāndeh (persiska: تركانده) är en ort i Iran.   Den ligger i provinsen Zanjan, i den nordvästra delen av landet, 240 km väster om huvudstaden Teheran. Torkāndeh ligger 2 135 meter över havet och antalet invånare är 239.
Terrängen runt Torkāndeh är huvudsakligen kuperad, men åt nordost är den platt. Terrängen runt Torkāndeh sluttar norrut. Runt Torkāndeh är det ganska glesbefolkat, med 47 invånare per kvadratkilometer. Närmaste större samhälle är Solţānīyeh, 11,8 km norr om Torkāndeh. Trakten runt Torkāndeh består i huvudsak av gräsmarker.